# Park Nieuwe Koers
Het Park Nieuwe Koers of De Nieuwe Koers is een buurtpark en evenementensite in de wijk Mariakerke-Nieuwe Koers. in het westen van de Belgische badstad Oostende. Er bevinden zich volkstuinen en sterrenwacht Astropolis. Het park opende in 2019 en vormt een ecologische verbinding tussen het natuurgebied rondom het Duinenkerkje en het landbouwgebied de Tuinen van Stene.
Door het park is een fietspad aangelegd, deel van de Vlaamse langeafstandsfietsroute LF Kunststedenroute (Oostende-Brugge-Gent...) en het Groene Lint, het fiets- en wandeltraject rond Oostende. Verderop gaat dit fiets- en wandelpad via een centraal atrium doorheen het woonzorgcentrum.
Het park ligt tegenover de luchthaven van Oostende, en is vernoemd naar de naam van de wijk en naar de nabije Nieuwe Oefenrenbaan, die beide in de jaren 1920 werden aangelegd. Deze paardenrenbaan was verbonden aan de even verder gelegen Wellingtonrenbaan.

## Gebouwen

### Astropolis
In het park bevindt zich een sterrenwacht, Astropolis Space Science Center, met een auditorium met documentaires en educatieve en interactieve tentoonstellingsruimtes over zowel sterrenkunde als ruimtevaart.

### Woonzorgcentrum De Drie Platanen
Tegelijk met de aanleg van het park is in de noordelijke hoek het woonzorgcentrum De Drie Platanen gebouwd. Het park dient als tuin van het woonzorgcentrum, en tegelijk is de doorgang door het woonzorgcentrum een van de toegangen tot het park.

## Evenementenweide
In het park is een permanent ingerichte evenementenweide van ongeveer 9 hectare.
Op 3 en 4 augustus 2022 vindt hier de eerste concerten plaats, de Duitse metalband Rammstein met hun Europe Stadium Tour. Omwille van de coronapandemie was het twee jaar uitgesteld. Om de massa ter plaatse te krijgen worden speciale concertbussen, shuttlebussen van/naar het station en voor de terugrit 's nachts 5 treinen met verschillende trajecten ingelegd. Een groot parkeerterrein voor evenementen is er niet.
Capaciteit voor concerten liggen tussen 40.000 tot 50.000 mensen. 
| Concert   | Tour              | Datum            |
| --------- | ----------------- | ---------------- |
| Rammstein | Stadium Tour 2022 | 03 Augustus 2022 |
|           |                   | 04 Augustus 2022 |
| Rammstein | Stadium Tour 2024 | 27 Juni 2024     |
|           |                   | 28 Juni 2024     |